# Aš
Aš (németül Asch) város Csehországban a Karlovy Vary-i kerület Chebi járásában. Külső településrészei: Dolní Paseky, Doubrava, Horní Paseky, Kopaniny, Mokřiny, Nebesa, Nový Žďár, Vernéřov.

## Fekvése
Az Aši-kiszögellés nyugati részén, a Smrčiny hegység részét képező Aši-hegyvidéken (csehül Ašská vrchovina), Cheb-től 20 km-re északnyugatra, 666 m tengerszint feletti magasságban fekszik. Területének északi peremén húzódik az Aši-patak (Ašský potok), amely Podhradí közelében a Weiße Elster folyóba torkollik. Területén ered a Selbbach (patak).

## Nevének eredete
Első írásos említése Aska néven 1270-ből származik, ezt követően oklevelek Ascha valamint Asche néven is említik. A második világháború végéig hivatalos elnevezése Asch volt. Német lakosságának kitelepítését követően döntés született nevének megváltóztatásáról. A lehetséges névváltozatok egyike Dukla volt, de végül eredeti német elnevezésének cseh írásmód szerinti névváltozata mellett döntöttek.
Elnevezése a német Äsche, magyarul pér (halfajta) kifejezésből ered, mely már több mint két és fél évszázada hivatalos címerének fő motívumaként a város jelképe. Címerének közelmúltbeli ünnepélyes megerősítése 2004. október 21-én történt. Tudományosan nem bizonyított feltételezések szerint jelképének gyökerei első írásos említése idejére vezethetők vissza. Ezzel szemben Karl Alberti elismert aschi történész szerint jelképe bizonyíthatóan a harmincéves háború idején jelent meg, a város 1635-ből származó első ismert pecsétjét díszítette a jelenlegitől kissé eltérő ábrázolással, egymást keresztezve. A párhuzamosan egymás felett fekvő három pér jelenleg is használatos ábrázolásmódja a városháza 1765-ből származó dombormű-címerén jelent meg elsőként.

## Története
A 12. században német telepesek alapították. Első írásos említése 1270-ből származik. Ezt követően oklevelek 1281-ben említik ismét, I. Rudolf cseh királytól Vögte von Weida vásárolta meg. 1331-ben Luxemburgi János cseh király tulajdonában. Végül a 15. század kezdetén a Zedtwitz-család tulajdonába került. A reformáció tanai az 1530-as években kezdtek elterjedni a településen és annak környékén. Az új evangélikus templom 1622-ben épült fel. 

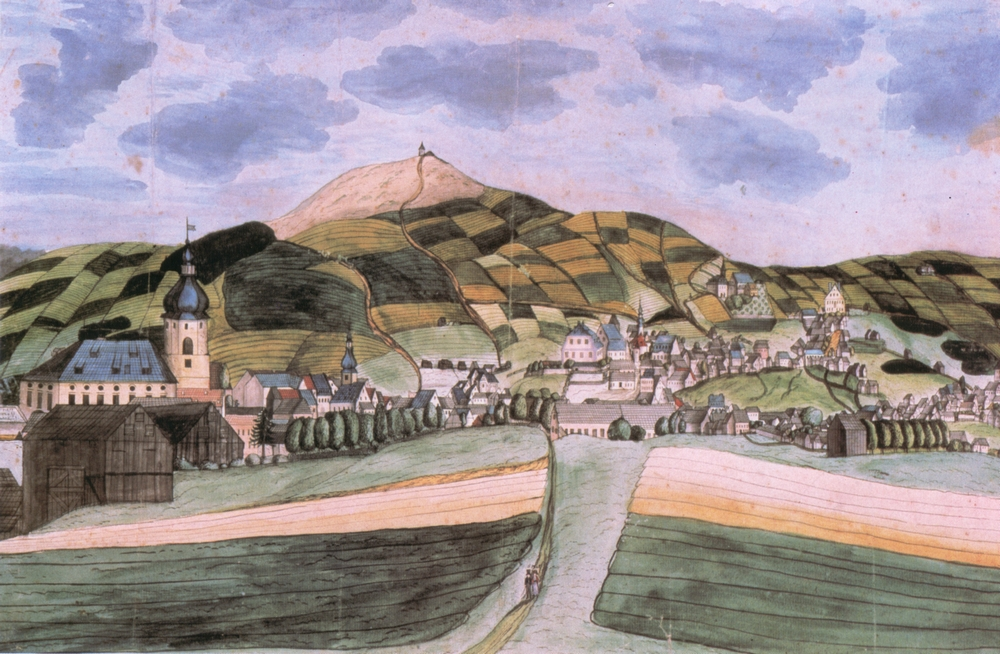
Asch 1825-ben W. Kreizinger alkotásán

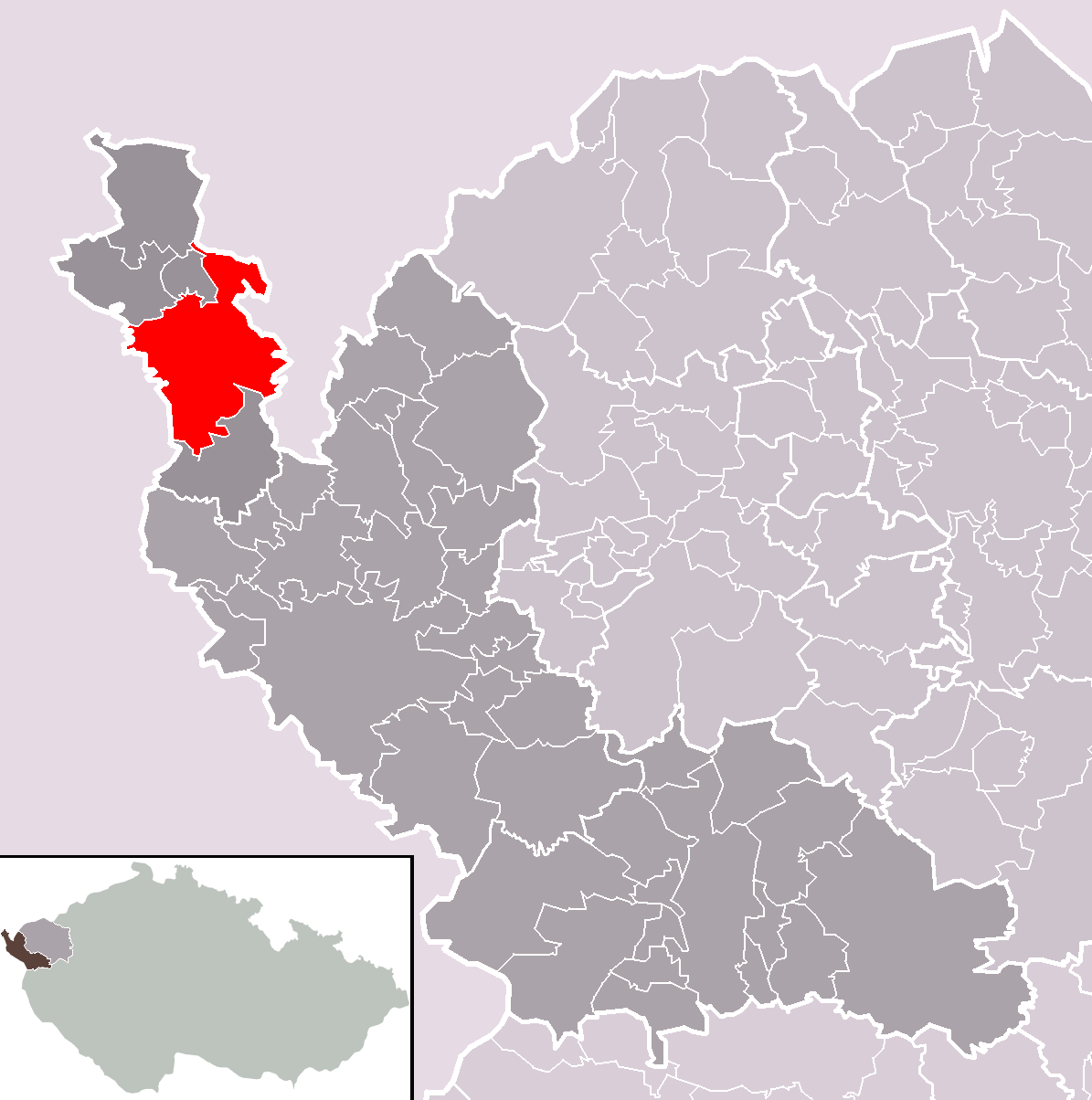
A város közigazgatási területe

1629-ben az ellenreformáció ugyan elüldözte evangélikus lelkészeit, de a harmincéves háború befejeződése után 1648-ban lelkészei visszatértek, s a község ismét protestáns lett. 1749-ben felépült a 2500 személy befogadására alkalmas evangélikus temploma. 1775-ben Mária Terézia a Habsburg Birodalomhoz csatolta, mely nagyfokú autonómiát biztosított számára. A csatlakozás egyúttal e térség gazdasági fellendülésének kezdetét is jelentette. Katolikus templomát 1781-ben építették. Postakocsiforgalma 1783-ban indult, s a Cheb-Asch út a 19. század elejére épült ki, valamint textilipara is ekkor alakult ki. Az 1814-es nagy tűzvészben kiégett a Zedtwitz-kastély, a városháza, 167 lakóház és további 80 épület vált a lángok martalékává. Az 1850-es években bevezetett közigazgatási reform autonómiájának jelentős részét megszüntette. Vasútvonalát 1865-ben adták át. 1872. augusztus 2-án városi rangra emelték. A helyi textilgyárak munkásainak 1877-es sztrájkját a csendőrség oszlatta fel, melynél egy tüntető életét veszítette. Iparosodásának következtében lakosainak száma a 19. század második felében nagymértékben megnövekedett, s 1910-ben már elérte a 21 880-at. Az 1873-ban felépített kórháza 1907-től már röntgen-készülékkel is rendelkezett. Textilipari tanintézményét 1904-ben létesítették. 

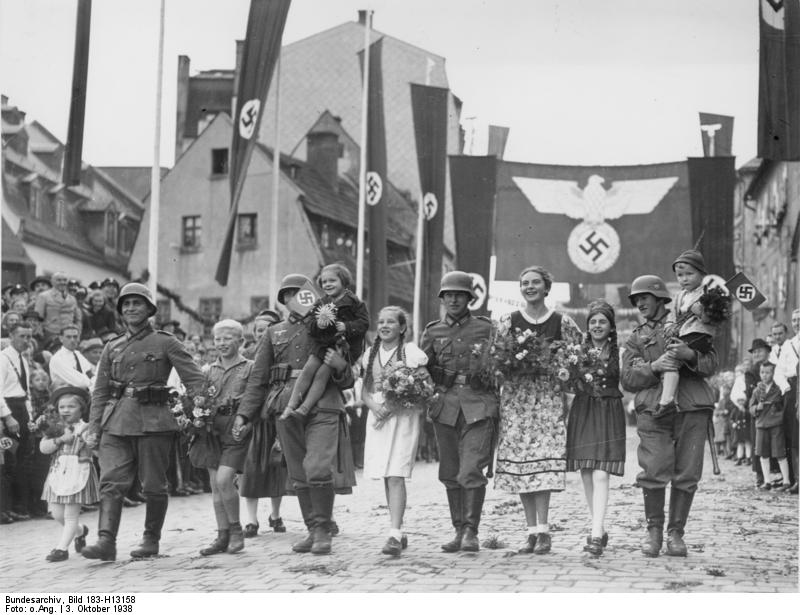
A német hadsereg 1938. október 3-i bevonulása a városba

 Az Osztrák–Magyar Monarchia felbomlását követően a létrejövő Csehszlovákiához tartozott. Az 1930-as évek második felében a város legerősebb politikai pártja a Szudétanémet Párt (németül Sudetendeutsche Partei), melynek tevékenysége következtében a várost és környékét még a müncheni egyezmény aláírása előtt, 1938. szeptember 22-én a Német Birodalomhoz csatolták. A Wehrmacht csapatai 1938. október 3-án szállták meg a várost, s a csapatok bevonulását követően néhány órával később Hitler is a városba érkezett. A várost az Egyesült Államok hadserege 1945. április 20-án szabadította fel.
A második világháború befejezését követően német nemzetiségű lakosságát kitelepítették. Lakosainak száma ekkor megközelítőleg 14 000-el csökkent. Ezt követően a városba csekély számú, önkéntesen áttelepülő romániai és magyarországi illetve Csehszlovákia belső területeiről átköltöző, cseh és szlovák nemzetiségű telepes érkezett. A kitelepített németek megüresedett házait, a város lakóházainak 60%-át, néhány év leforgása alatt lebontották. Ipari üzemeinek jelentős része a munkaerőhiány miatt működésképtelenné vált. Az ipar átszervezése az 1950-es évekig folytatódott, ekkor alakultak a szocializmus évtizedei alatt fennálló vállalatai, többek közt a Tosta, Textilana, Krajka, Kovo, Metaz valamint a számítástechnikai és irodai berendezéseket gyártó Aritma állami vállalatok. A szocializmus évtizedei alatt panellakások százai, bevásárlóközpont, vasúti pályaudvar, uszoda, sífelvonó, szennyvíz-tisztító épült. A város egyik legjelentősebb műemlékét, az evangélikus templomot 1960-ban tűzvész semmisítette meg. Az 1990-es években, az egykor rendkívül jelentős textilipara leépült. A várost elkerülő autóutat 2002-ben adták át. A régi városházát 2003-ban, városi úthálózatát 2004 és 2009 között újították fel. Lakótelepének rekonstrukciós munkálatai 2008-ban kezdődtek.

## Nevezetességek

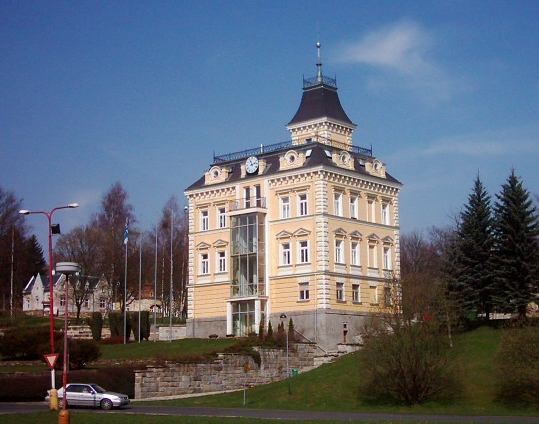
Városháza

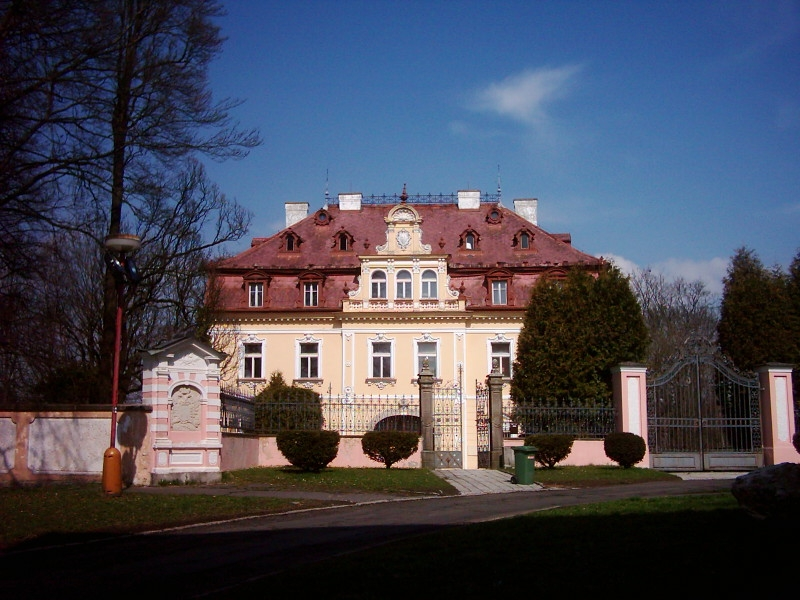
Aši Múzeum

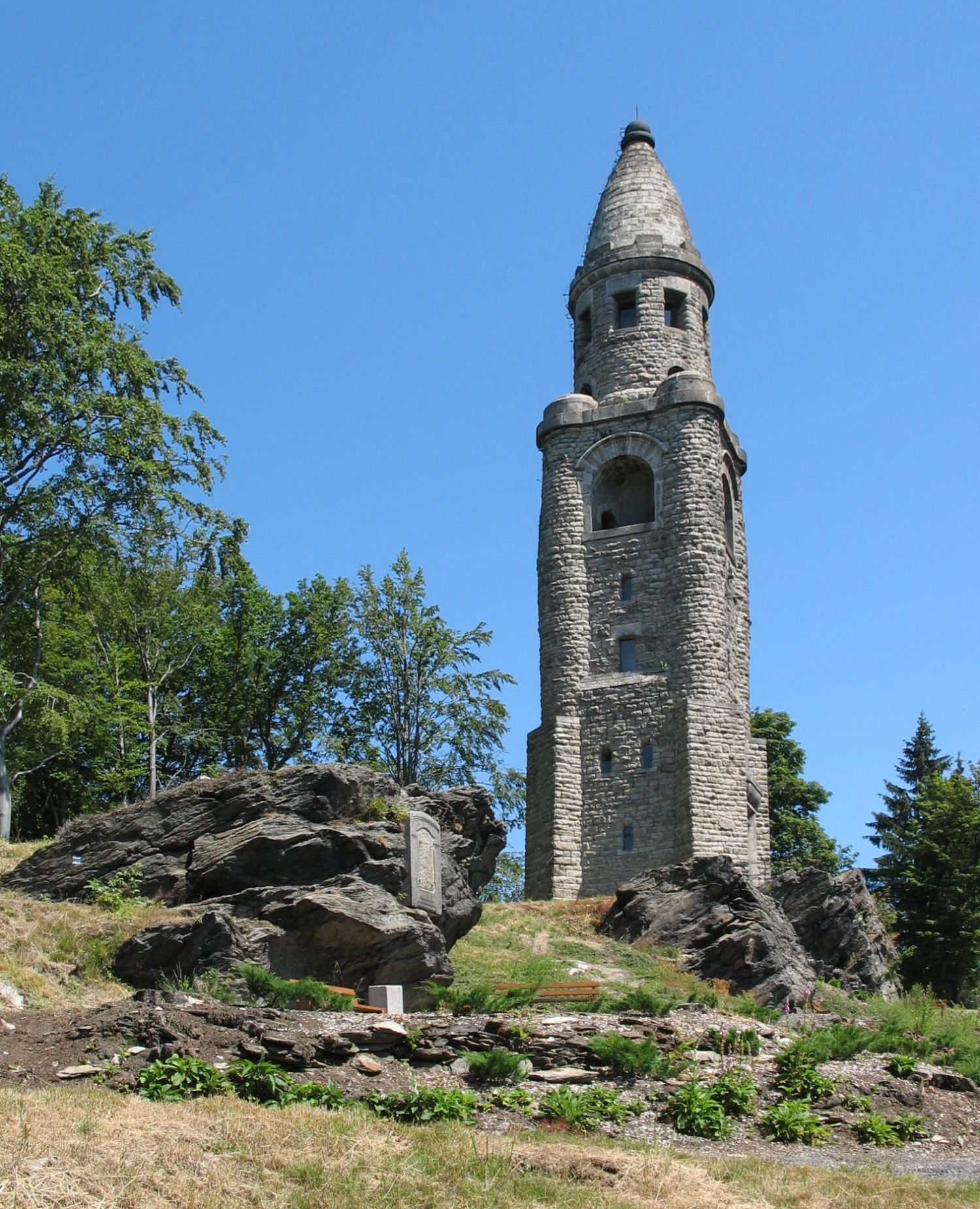
A Háj-hegyi Bismarck-kilátó

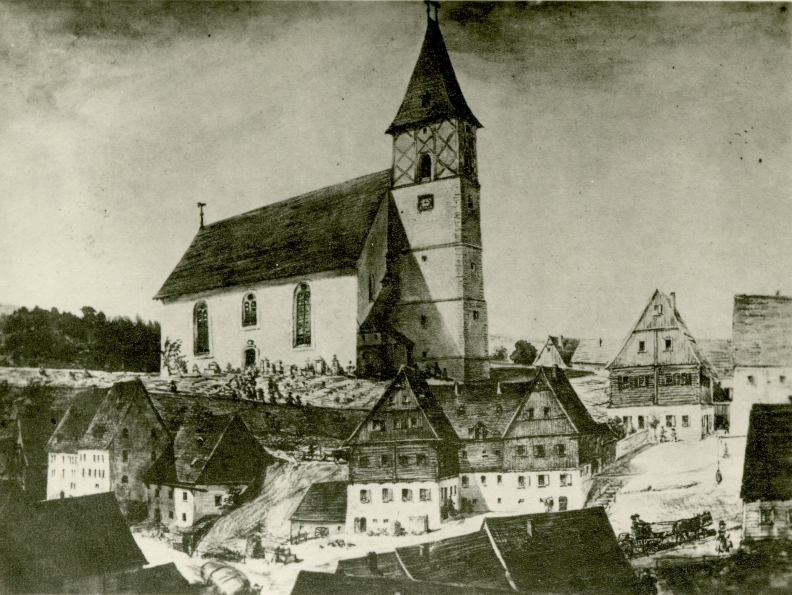
Az egykori Szentháromság templom (Traugott Alberti, akvarell)

- Városháza. Barokk stílusban építették 1733-ban. 1814-ben leégett, de az eredeti tervrajzok alapján 1816-ban ismét felépítették. A 19. század végén egy újabb emelettel bővítették. A szocializmus évtizedeiben múzeum, majd városi könyvtár működött falai között. 2003-tól ismét városháza.
- Aši Múzeum. 1892-ben alapították a Zedtwitz-család egykori kastélyában. Európában egyedülálló, 25 000 párt számláló kesztyűgyűjteménnyel rendelkezik. A kőkeresztek országos nyilvántartását is itt vezetik.
- Szent Miklós tiszteletére szentelt római katolikus templom. A Miklós-hegyen (csehül Mikulášsky vrch, németül Niklasberg) 1780-ban épített barokk stílusú templomot 1867-ben lebontották. Annak helyén építették fel 1867 és 1871 között az új, egyhajós templomot. Friedrich Schwarzenberg szentelte fel 1872. szeptember 24-én. A K. Wiedermann építész tervei alapján emelt építmény 42 méter hosszú, 13 méter széles, hajója 13,5 méter magas, tornyának magassága 48 méter. Szent Miklóst ábrázoló oltárképét 1869-ben festették. Az templom 1780-ban épített elődjének emléktábláját a toronyban helyezték el. A templombelsőt Szűz Mária-szobor és Jézus keresztútjának tizennégy festményen történő ábrázolása is díszíti. Toronyóráját az evangélikus gyülekezet adományozta, azonban ezt 1925-ben korszerűbbre cserélték. Harangjait az első világháborúban elkobozták, a jelenlegieket 1922-ben České Budějovice-ben öntötték. Tetőszerkezetét 2009-ben újították fel.
- Salva Guardia. A császári jelképeket ábrázoló dombormű felmentette a 18. századi települést a hadsereg ellátásának kötelezettsége alól. Az Aši Múzeumban tekinthető meg.
- A Háj-hegyi Bismarck-kilátó.
- Szentháromság evangélikus templom. A város egyik legjelentősebb műemléke volt. 1749-ben építették. Orgonája Gustav Geipel aschi polgár adománya. A templom 1960-ban teljesen leégett, maradványait később lebontották. Az egykori templomra egy 2003-ban felállított kereszt emlékeztet.
- Goethe-emlékmű. Az emlékművet 1932-ben, J. W. Goethe halálának századik évfordulóján avatták fel az egykori Piactéren (ma Goethe-tér, csehül Goethovo náměstí). Johannes Watzal alkotásának felszentelése azonban egy későbbi időpontban, a költő születésének évfordulóján 1932. augusztus 28-án történt. A talapzaton található évszámok a költő aschi látogatásainak időpontjait örökítették meg. Az emlékművet először 1974-ben restaurálták. A 2008-ban elkezdett felújításakor a szobor talapzatát is restaurálták, ekkor bukkantak rá a talapzatba rejtett vasládára, amelynek üvegládája az emlékmű építéséről és az adományozókról beszámoló, 1932-ből származó dokumentumokat, képeslapokat, pénzérméket, korabeli lapokat tartalmazott. Az értékes leletet szakértők vették kezelésbe.
- Luther Márton emlékmű (a városháza mellett). J. Rössner alkotását, mely Csehország egyetlen Luther Márton emlékműve, 1883-ban avatták fel.
- Az 1848 és 1869 közötti években zajló háborúk áldozatainak emlékműve. Az obeliszk emlékmű a temetőben található.
- A második világháború áldozatainak emlékműve a temetőben.
- Szovjet katonák emlékműve.
- Edvard Beneš emlékmű az Okružná utcában, az általános iskola épülete előtt.
- A várost felszabadító amerikai hadsereg emlékműve a Masaryk-tér sarkán.
- Gustav Geipel emlékmű. Gustav Geipel aschi polgár életében adományaival, illetve végrendeletében a városra hagyott nagy értékű hagyatéka által járult hozzá a város fejlesztéséhez. A jómódú textilgyáros nevéhez fűződik többek között a város úthálózatának fejlesztése is. Halálának 10. évfordulóján, 1924. július 14-én emlékművet avattak fel tiszteletére, az Okružní utcai parkban. A park szintén adományainak egyike. A város mecénásának arcképét ábrázoló domborművel díszített emlékmű, Johannes Watzal alkotása. A II. világháborút követően a domborművet eltávolították, helyére a „Sady prvního Máje v Aši” (magyarul „Május elseje park Ašban”) feliratot helyezték. A dombormű alatt elhelyezett, Geipel érdemeit méltató felirat szintén hasonló sorsra jutott. Az 1990-es években a város egyik forgalmas utcáját Gustav Geipelről nevezték el.
- Robert Schumann német zeneszerző emléktáblája a zeneiskola épületén.
- Tűzoltószertárát 1930-ban építették Emil Rösler építész tervei alapján. Az épületet 2009-ben kulturális műemlékké nyilvánították.

A város ma már nem létező egykori emlékművei:
- II. József szobra egykoron az 1960-as években lebontott iskolaépület előtt állt.
- Friedrich Schiller domborművel díszített emléktáblája egykoron a Háj-hegyi Bismarck-kilátó közelében volt elhelyezve. Az emléktábla domborműve eltűnt.
- Az első világháború aschi áldozatainak egykori emlékművét eltávolították, s helyén emelték fel a szovjet katonák emlékművét.
- A Vörös Hadsereg további két emlékművének egyikét ismeretlenek megrongálták, másikát a rendszerváltás után távolították el, s jelenleg az Aši Múzeumban tárolják.

## Lakossága
| Év            | 1850 | 1930  | 1947  | 1961 | 1970  | 1975  | 1976  | 1980  | 1985  | 1989  |
| ------------- | ---- | ----- | ----- | ---- | ----- | ----- | ----- | ----- | ----- | ----- |
| Lakosok száma | 6825 | 22930 | 11378 | 9667 | 11622 | 11963 | 13954 | 14054 | 13419 | 13229 |

| Év            | 1990  | 1991  | 1992  | 1993  | 1994  | 1995  | 1996  | 1997  | 1998  | 1999  |
| ------------- | ----- | ----- | ----- | ----- | ----- | ----- | ----- | ----- | ----- | ----- |
| Lakosok száma | 13193 | 12298 | 12314 | 12445 | 12516 | 12486 | 12377 | 12340 | 12302 | 12285 |

| Év            | 2000  | 2001  | 2002  | 2003  | 2004  | 2005  | 2006  | 2007  |
| ------------- | ----- | ----- | ----- | ----- | ----- | ----- | ----- | ----- |
| Lakosok száma | 12264 | 12590 | 12582 | 12676 | 12866 | 12814 | 12840 | 12957 |

A település népessége az elmúlt években az alábbi módon változott:

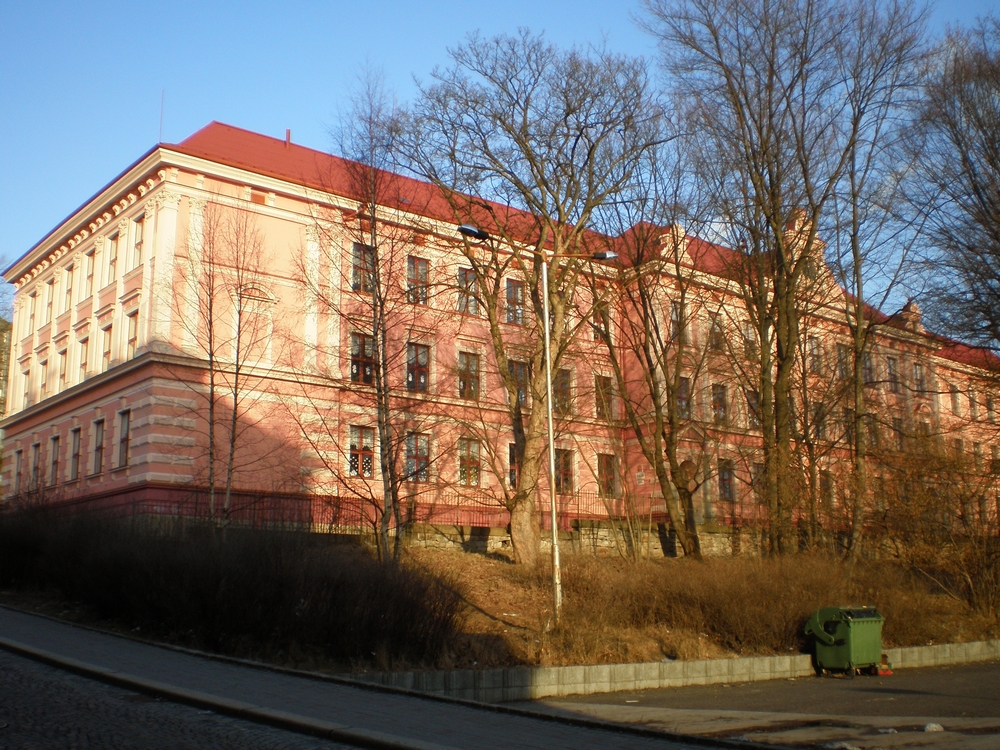
A Kamenná utcai 1-es számú általános iskola

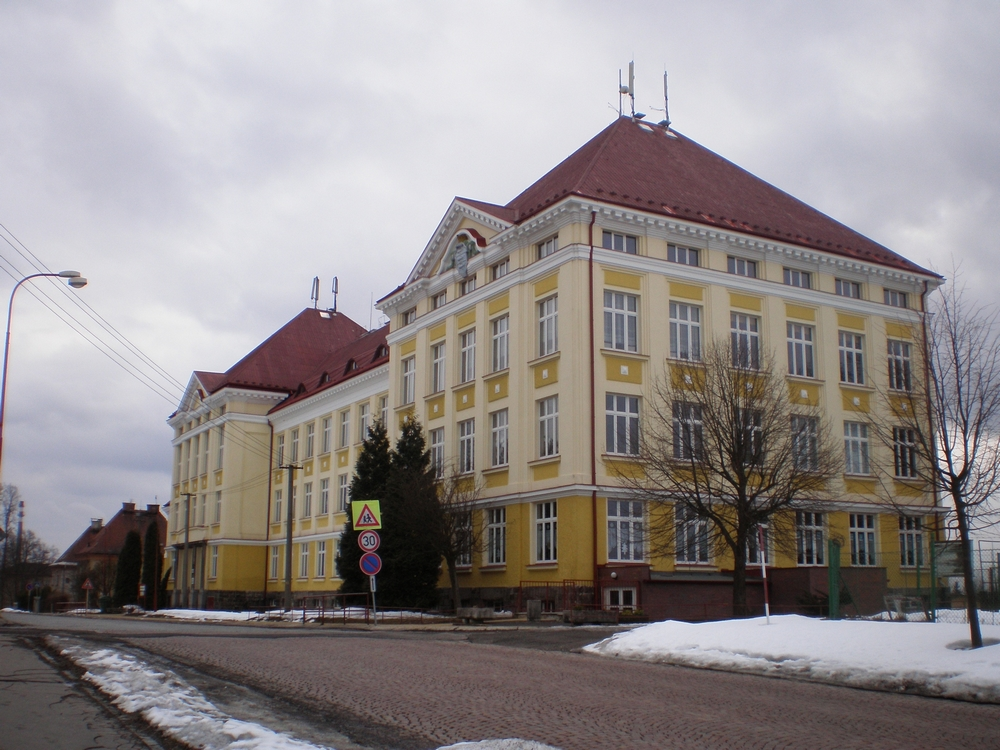
Az Okružní utcai 3-as számú általános iskola

| Lakosok száma | 9405 | 23 737 | 22 930 | 11 209 | 12 285 | 13 076 | 13 227 | 13 210 | 12 483 | 12 684 |
|               | 1869 | 1900   | 1930   | 1961   | 1991   | 2013   | 2017   | 2019   | 2022   | 2025   |

## Tanintézmények
- négy általános iskola
  - A Kamenná utcai 1-es számú általános iskola. Az 1890-ben alapított iskola épülete a városközpontban fekszik. A helybéliek által Kamenka-ként nevezett intézményt a 2008-as tanévben 456 tanuló látogatta.[6] Az iskola tornateremmel, étteremmel, tanműhelyekkel, könyvtárral és informatika-tanteremmel is rendelkezik. Ezenkívül informatikai- és oktatási eszközök széles skálájával is rendelkezik.
  - A Hlávkova utcai 2-es számú általános iskola. Az intézmény épületét 1911-ben emelték. Az iskolában a cseh nyelvű oktatást 1945-ben vezették be. A 2008-as tanévben 17 tantermét 382 tanuló látogatta.[6] Az iskola tágas tornateremmel, étteremmel, tanműhelyekkel, könyvtárral és informatika-tanteremmel is rendelkezik.
  - Az Okružní utcai 3-as számú általános iskola. Korábban gimnáziumként működött, ezért a helyiek Gymnázka-nak nevezik. Dislexiában és diszgráfiában szenvedő gyermekek speciális oktatásával is foglalkoznak. Saját tornateremmel, étteremmel és informatika-tanteremmel rendelkezik. A 2008-as tanévben 216 tanuló látogatta.[6]
  - A Studentská utcai 4-es számú általános iskola, az egykori járási bíróság épületében. A tornateremmel, étteremmel, informatika-tanteremmel és könyvtárral rendelkező iskola további speciális szaktantermekkel is rendelkezik, többek közt keramikusi és fémmegmunkálási műhelyekkel is. A 2008-as tanévben 216 tanuló látogatta.[6]
- A nyolcéves gimnázium. A város főutcájában lévő iskola idegennyelv-oktatásra szakosodott, elsődlegesen a német nyelv oktatására. Csehország azon, megközelítőleg tizenöt oktatási intézményéhez tartozik, mely az úgynevezett Sprachdiplom megszerzésére ad lehetőséget.
- zeneiskola
- Textilipari szakközépiskoláját az 1990-es évek elején szüntették meg.

## Közlekedés

### Közút
Cheb felől az I/64 számú közúton érhető el, melynek a várost elkerülő, Nový Žďár-nál leágazó, Németország felé tartó útszakaszát 2002-ben adták át. Fő közlekedési tengelyét az I/64-es közút Nový Žďár-i leágazásától kiinduló, a városon áthaladó, majd Hranice felé tartó II/217 számú közút képezi, melyről a várostól északra ágazik le a Doubrava érintésével a németországi Bad Elster-be vezető II/216 számú közút.

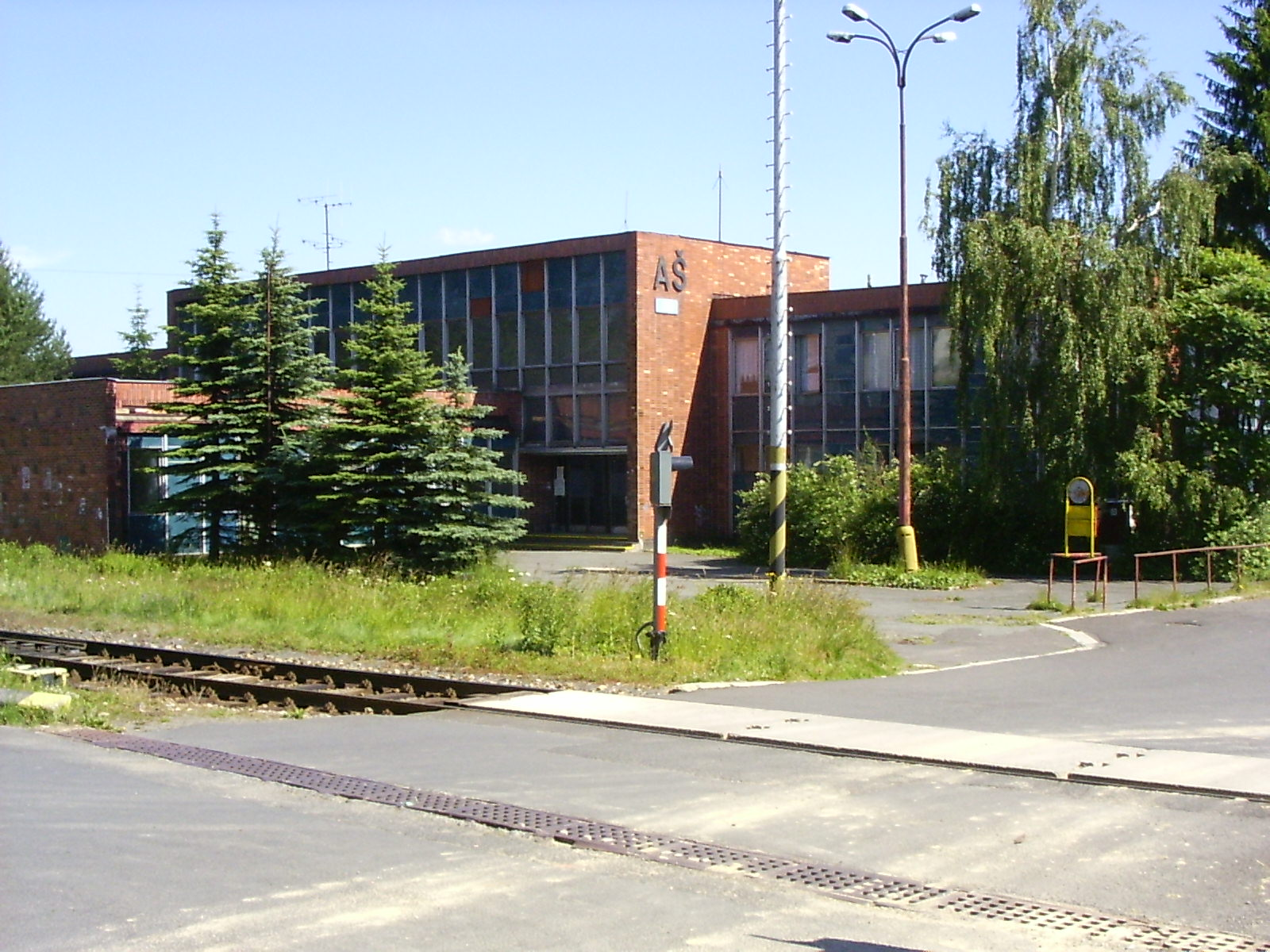
Aš főpályaudvara

### Vasút
Vasúton a 148-as számú Cheb–Hranice v Čechách-vasútvonalon érhető el. Az említett vonal Cheb - Aš szakaszán munkanapokon 12 járat, hétvégén 9-10 járat közlekedik. A város vasúti felszállóhelyei (Cheb felől): Aš - Hlavní nádraží (főpályaudvar), Aš město (városi), Aš předměstí (elővárosi). Főpályaudvarának épületét 1969-ben építették.
A II. világháború idején megépített Aš - Selb (Németország) vasútvonalat a háború után a cseh hatóságok lezárták. Személyvonat utoljára 1951. szeptember 11-én haladt át illegálisan ezen a pályaszakaszon. A szerelvény megállás nélkül átrobogott az aši állomáson, átszakította a pályaszakaszt lezáró fából emelt torlaszt, s emigráns utasaival sikeresen megérkezett Németországba. Ezt követően ezen pályaszakasz egy részét már csak teherszállításra használták. Az 1989-es rendszerváltás után tárgyalások kezdődtek személyforgalmának újraindítására, ami 2015. decemberre járt sikerrel, ekkor indult újra a személyforgalom a helyreállított vasútvonalon Aš és Selb között.

### Városi tömegközlekedés
A városi tömegközlekedést közvetlenül három autóbuszjárat biztosítja, üzemeltetője az Autobusy Karlovy Vary vállalat. A 415001, 415002 és 415003 számozású járatok csak munkanapokon közlekednek. A Krásná községbe tartó 411280 számú, valamint a Podhradí községbe tartó 411110 számú helyközi járatok közvetve a városi tömegközlekedés részét képezik. Autóbusz-pályaudvarral a város nem rendelkezik, a felszállóhelyek a Chebská-Hlavní-Saská utcák által alkotott fő közlekedési útvonalak mentén fekszenek. A járműparkot SOR CN 9,5 típusú autóbuszok alkotják.

## Egészségügy és szociális ellátás
A város egészségügyi ellátását, régi kórházának bezárását követően, három egészségügyi központ és a városban elszórtan elhelyezkedő számos orvosi rendelő biztosítja. A jelenleg magántulajdonban lévő régi kórház épületében fekvőbeteg gondozót létesítettek. A város rendelkezik szociális gondozói szolgálattal is. Az idősek otthona a Pivovarská utcában található. A Vladivostok utcai gyermekotthona hároméves korukig látja el a gyermekeket. Idősebb gyermekek ellátását az 1963-ban létesített Na Vrchu utcai gyermekotthon három épületében biztosítják. A hat lakásból összetevődő Klicperov utcai anyaotthonát a Pilzeni Egyházmegye tartja fenn.

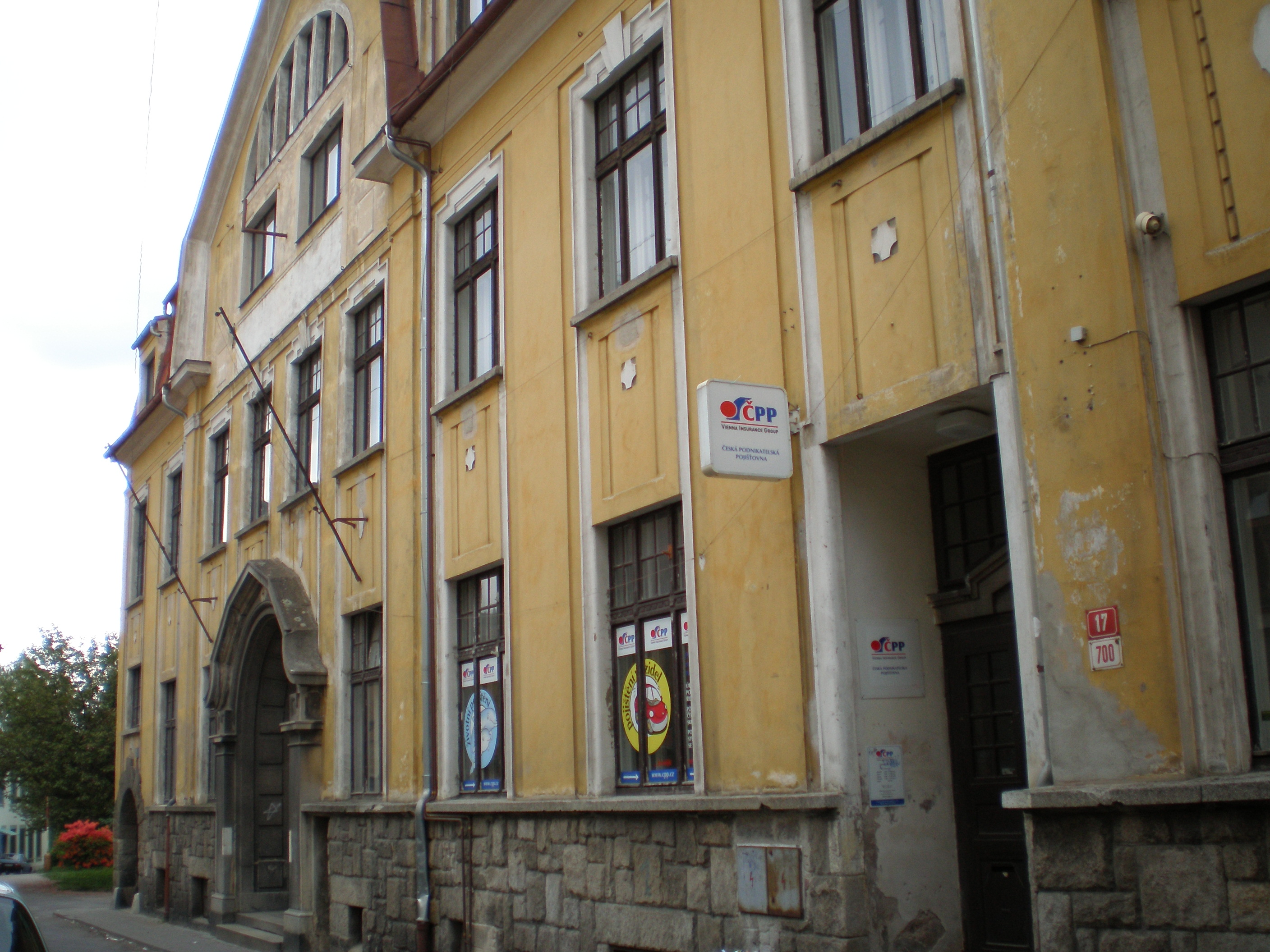
Művelődési ház

## Kultúra
- Aš és környékének regionális hetilapja Listy Ašska címen jelenik meg.
- Ašlerky és Podividlo ažažAš színjátszókörök.
- Jana Tyrolerová Galéria
- A Klubíčko zeneklub koncertek helyszíne.
- 0609 elnevezésű, 1999-ben alapított aši könnyűzenei együttes.
- Afekt elnevezésű könnyűzenei együttes.
- Évente megrendezik az Ašlerky-fesztivált.
- Sörfesztivál

## Egyházak
- Római katolikus plébániájának hatásköre túlmutat a város közigazgatási területén, így hozzá tartoznak még a szomszédos Hranice és Hazlov községek gyülekezetei is. Plébániatemplomát Szent Miklós tiszteletére szentelték. Szeretetszolgálati tevékenysége két meghatározó intézmény fenntartásában is kifejeződik, a Sv. Zdislav anyaotthon mellett a Dům napůl cesty elnevezésű szeretetotthont üzemeltetik. Plébánosa 2003 és 2009 között Pavel Vojslav Baxant volt, 2009-től Robert Bergman látja el a gyülekezet szolgálatát.

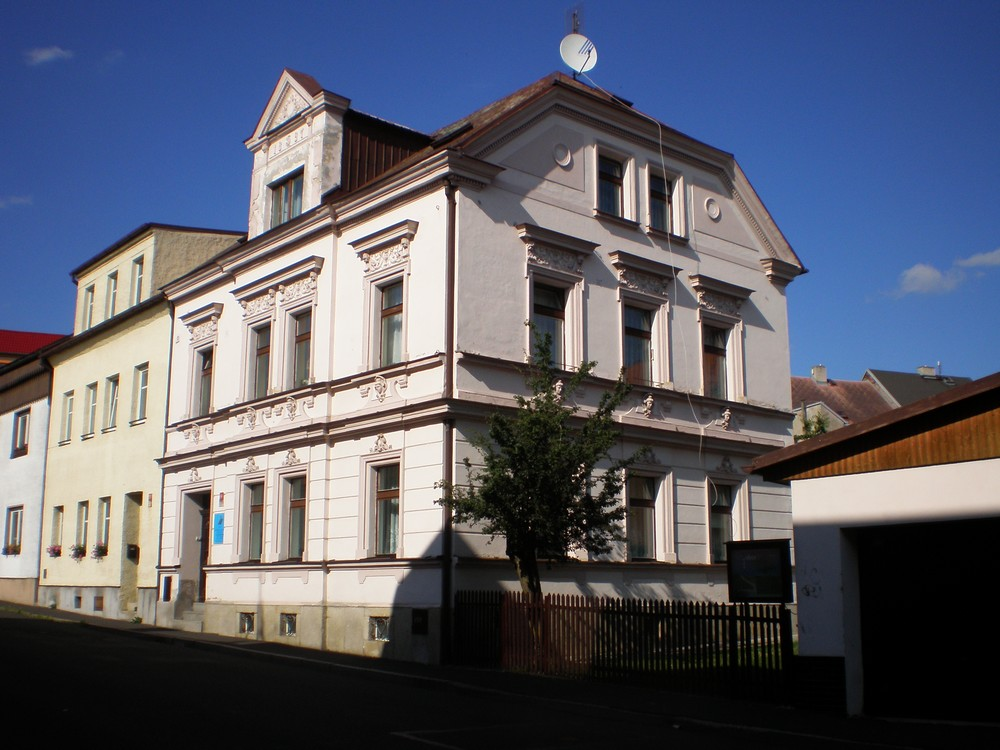
A helyi baptista gyülekezet imaháza

- A helyi baptista gyülekezet megközelítőleg hetven tagot számlál. Az első hívők, egy Łódź városából érkező betelepülő család, 1945-ben érkezett a városba. A helyi baptista gyülekezet imaháza Majd az ukrajnai Rivneből érkezett még néhány család. Kis közösségük 1948-ban vette fel a kapcsolatot a Romániából áttelepülő chebi baptistákkal. Az akkortájt megközelítőleg húsz tagot számláló aši gyülekezet első istentiszteletét 1949. május 22-én tartotta. Chebi utcai imatermüket 1950-ben alakították ki. Azonban rövid idő elteltével tevékenységük felkeltette a rendőrség figyelmét, s prédikátoraikat államellenes tevékenység vádjával bebörtönözték, imatermüket bezáratták. Ezt követően istentiszteleteiket titokban egy Táborská utcai lakásban tartották mindaddig, míg az állam valláspolitikájában bekövetkezett enyhülés már tevékenységüket nem tiltotta. Egykori prédikátoruk František Kolařík, miután 1961-ben a börtönből kiengedték, a hatóságok döntése alapján azonban továbbra sem láthatta el egyházi tisztségét, ezért helyette Vladimír Vacek töltötte be a prédikátori tisztséget. A gyülekezet taglétszáma 1962-re megközelítőleg hatvanra emelkedett. A hatóságok 1970-ben hivatalosan is jóváhagyták az aši baptista gyülekezetet. Meghurcolt egykori prédikátoruk František Kolařík 1977-től ismét elláthatta a prédikátori szolgálatot. Tisztségében őt váltotta fel 1988-ban Jiří Legierski, 1989-ben Ján Katušťák, 1991-ben Vladimír Vacek, 1995-ben Vladimír Hejl, s 2000-ben Alois Boháček. A Bratrská és a Vysoká utcák sarkán épülő új imatermük munkálatai 2009-ben kezdődtek.

## Sport
- Legnagyobb taglétszámmal rendelkező sportegyesülete, a közel 800 tagot számláló TJ Jiskra Aš.[6] A város legjelentősebb sportlétesíményei a helybéliek által Tyršák-nak nevezett Tyrš stadion, a futballpálya és a fedett uszoda. A téli sportok kedvelői a felvonóval ellátott Háj-hegyi sípályát látogatják.
- Az aši Lenka Marušková ezüstérmet szerzett a 2004. évi nyári olimpiai játékokon sportlövészetben.
- Turistaegyletek: Smrčinský spolek Aš, Klub českých turistů Aš, Sdružení rodáků, přátel a patriotů města Aše.
- Tollaslabda egyesületét 2012-ben alapították.

## Híres emberek

### Aš nevezetes szülöttei és lakói
- Itt született 1663. szeptember 6-án Sebastian Knüpfer német zeneszerző
- Itt született 1913-ban Karl Michael Komma német zeneszerző

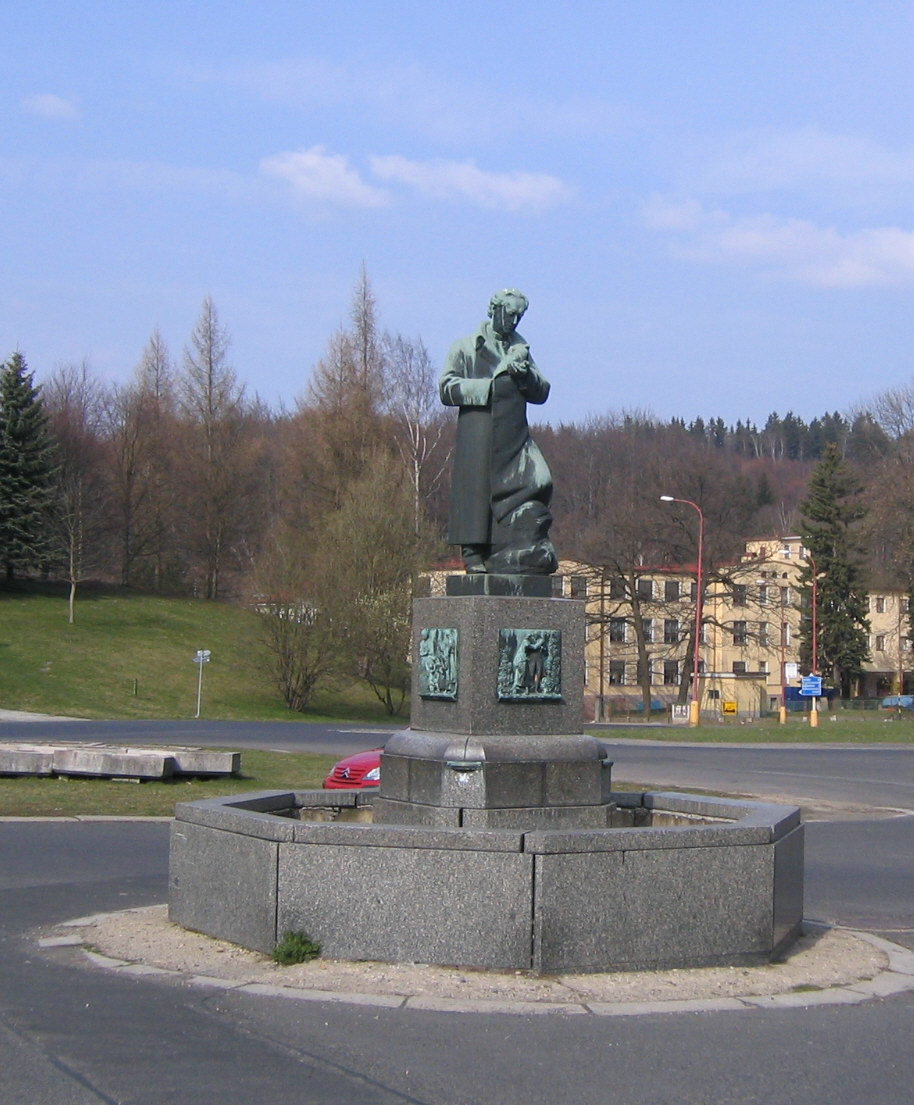
Goethe-emlékmű

- Itt született 1923. március 19-én Oskar Fischer keletnémet politikus, az NDK külügyminisztere
- Itt született 1938. november 1-jén Horst Tomayer német író, színész
- Itt élt 1962 és 1985 között Petr Sepéši cseh énekes
- Itt él Lenka Marušková cseh olimpikon sportlövész
- Anna Šochová cseh író

### Aš híres vendégei
- Ide látogatott 1779. október 4-én II. József magyar és cseh király
- Ide látogatott 1806-ban és 1819-ben Johann Wolfgang von Goethe német költő
- Ide látogatott Robert Schumann német zeneszerző
- Ide látogatott 1915-ben Edvard Beneš
- Ide látogatott 1938. október 3-án Adolf Hitler
- Ide látogatott Klement Gottwald Csehszlovákia egykori köztársasági elnöke
- Ide látogatott Ludvík Svoboda Csehszlovákia egykori köztársasági elnöke
- Ide látogatott 1973. augusztus 23-án Gustáv Husák Csehszlovákia egykori köztársasági elnöke
- Ide látogatott 1996. május 2-án Václav Havel Csehország köztársasági elnöke
- Ide látogatott 2006. április 12-én Václav Klaus Csehország köztársasági elnöke

## Testvértelepülések
- Rehau, Németország
- Oelsnitz, Németország
- Fiumefreddo di Sicilia, Olaszország
- Plauen, Németország (1962-től)
- Ezenkívül alapító tagja a környék cseh és német településeit összekötő Barátok Európa szívében (németül Freunde im Herzen Europas, csehül Přátelé v srdci Evropy) társulásnak.

## Képtár

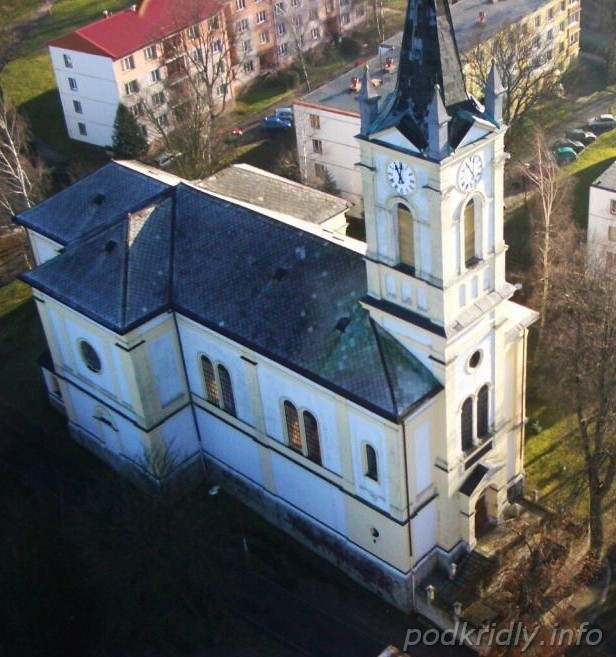
Szent Miklós-templom
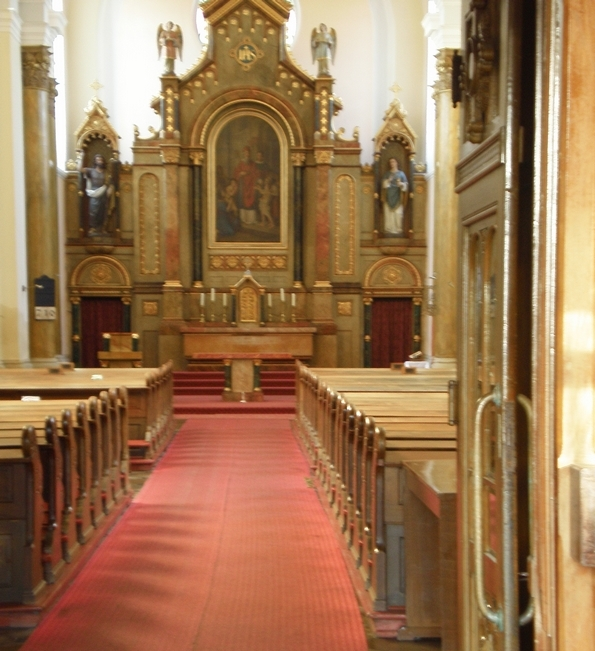
Szent Miklós-templom
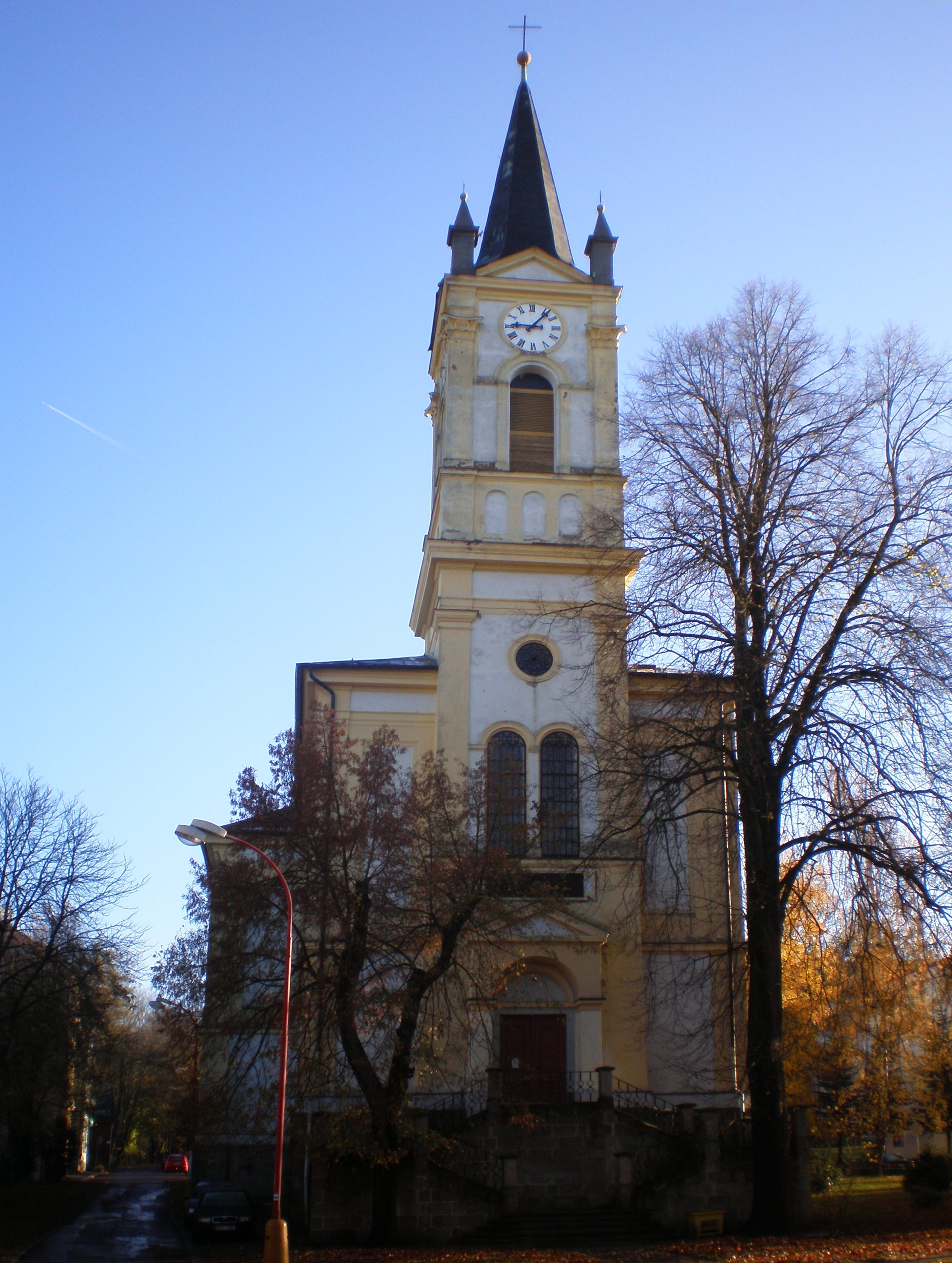
Szent Miklós-templom
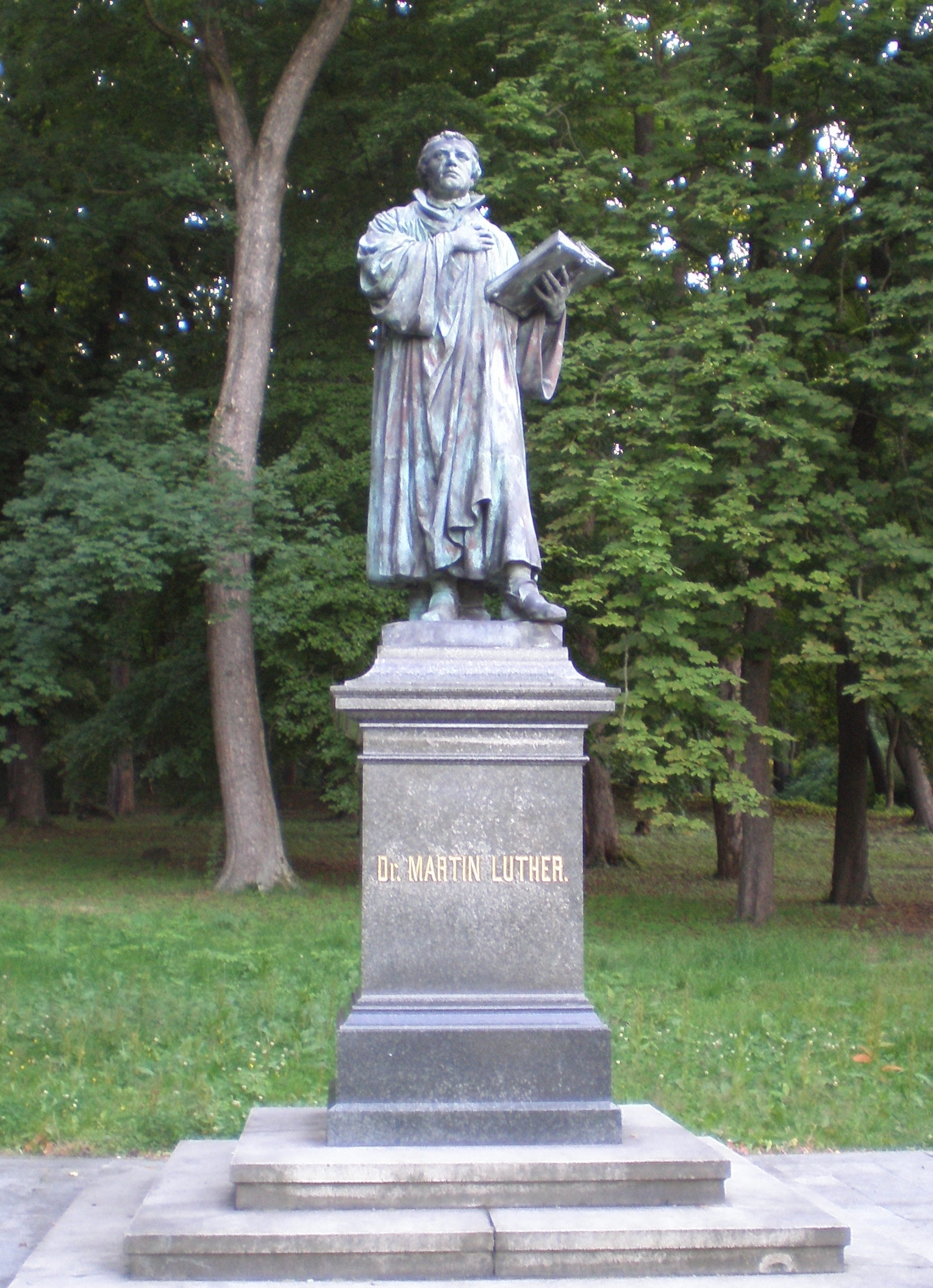
Luther Márton emlékmű
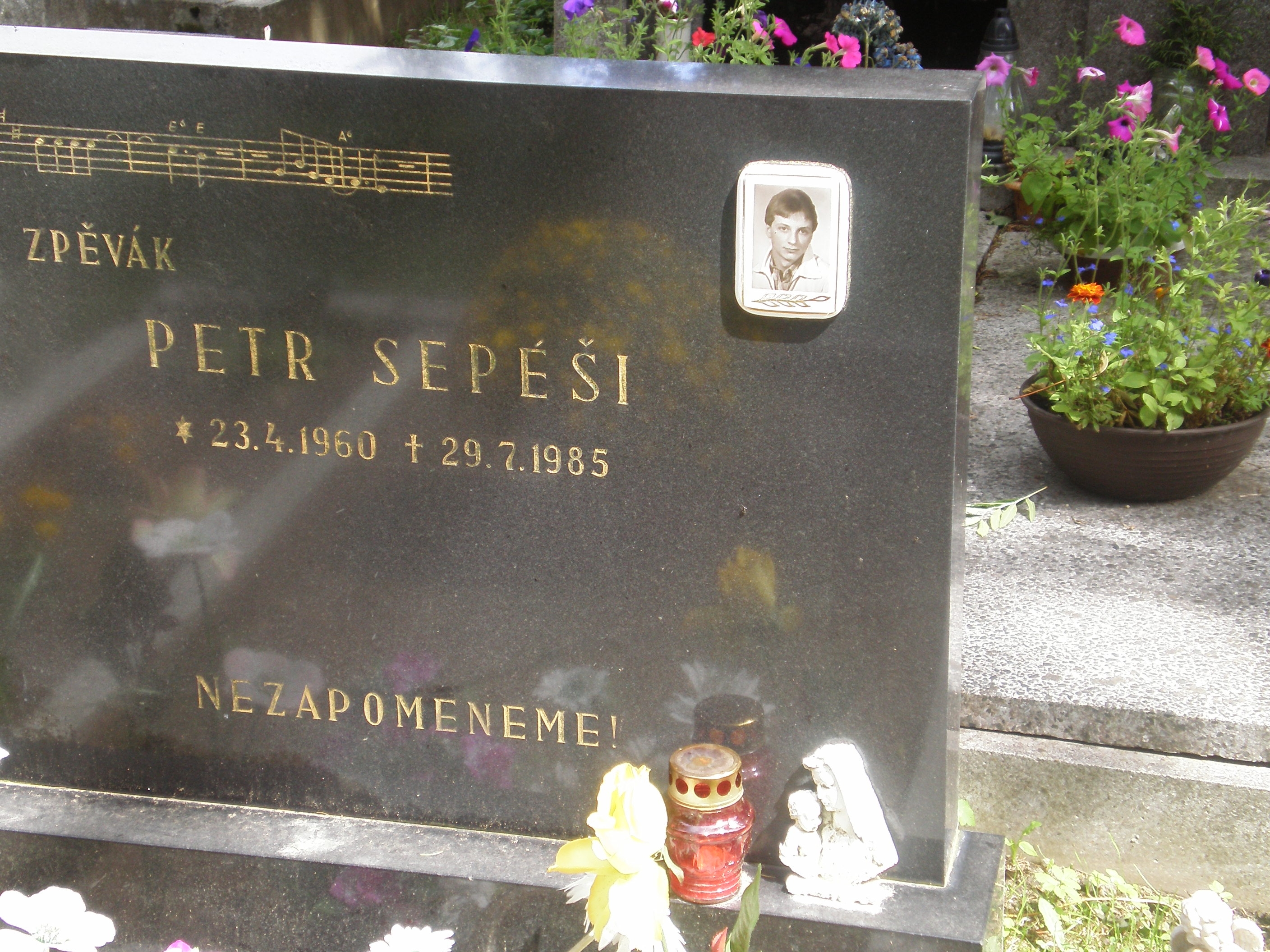
Petr Sepéši énekes síremléke
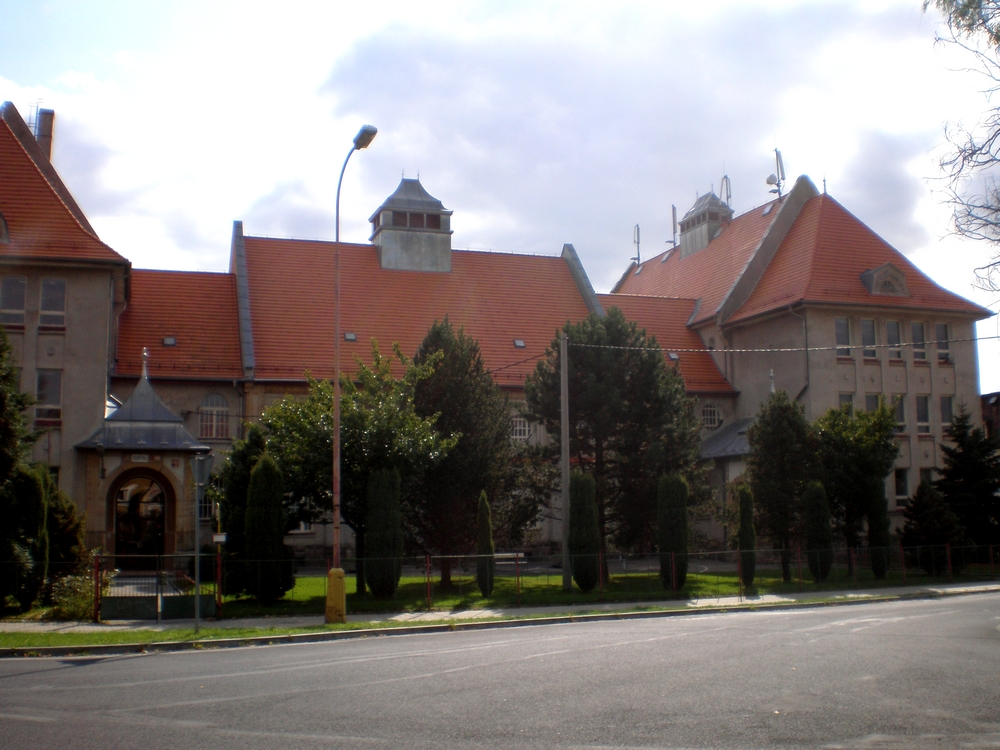
A Hlávkova utcai 2-es számú általános iskola
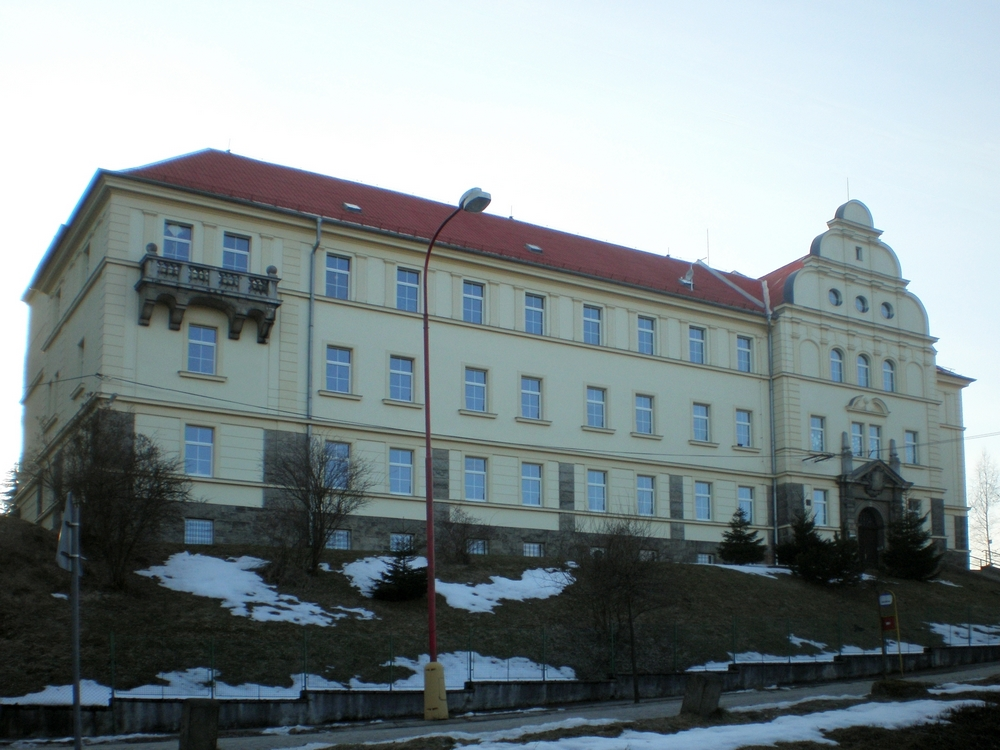
A Studentská utcai 4-es számú általános iskola
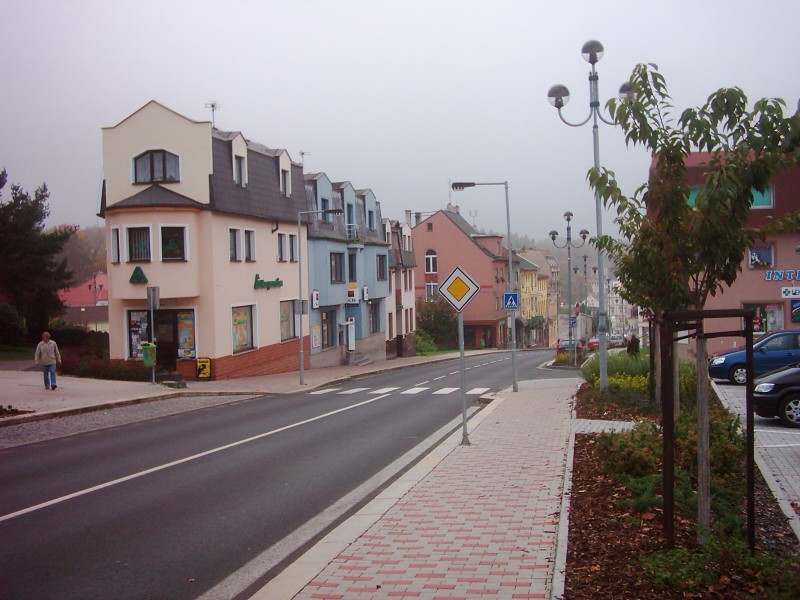
Főutca

## Fordítás
- Ez a szócikk részben vagy egészben az Aš című cseh Wikipédia-szócikk ezen változatának fordításán alapul.  Az eredeti cikk szerkesztőit annak laptörténete sorolja fel. Ez a jelzés csupán a megfogalmazás eredetét és a szerzői jogokat jelzi, nem szolgál a cikkben szereplő információk forrásmegjelöléseként.
- Ez a szócikk részben vagy egészben az Aš című német Wikipédia-szócikk ezen változatának fordításán alapul.  Az eredeti cikk szerkesztőit annak laptörténete sorolja fel. Ez a jelzés csupán a megfogalmazás eredetét és a szerzői jogokat jelzi, nem szolgál a cikkben szereplő információk forrásmegjelöléseként.
- Ez a szócikk részben vagy egészben a Goethův památník v Aši című cseh Wikipédia-szócikk ezen változatának fordításán alapul.  Az eredeti cikk szerkesztőit annak laptörténete sorolja fel. Ez a jelzés csupán a megfogalmazás eredetét és a szerzői jogokat jelzi, nem szolgál a cikkben szereplő információk forrásmegjelöléseként.
- Ez a szócikk részben vagy egészben a Kostel svatého Mikuláše (Aš) című cseh Wikipédia-szócikk ezen változatának fordításán alapul.  Az eredeti cikk szerkesztőit annak laptörténete sorolja fel. Ez a jelzés csupán a megfogalmazás eredetét és a szerzői jogokat jelzi, nem szolgál a cikkben szereplő információk forrásmegjelöléseként.